# Miguel Hidalgo (Mexico)
Pour les articles homonymes, voir Miguel Hidalgo et Hidalgo.
Miguel Hidalgo est l'une des seize divisions territoriales (demarcaciones territoriales) de Mexico au Mexique.

## Géographie

### Situation
Miguel Hidalgo s'étend sur 46,99 km2 au nord-ouest de la ville et limitrophe d'Azcapotzalco au nord, Cuauhtémoc à l'est, Benito Juárez au sud-est, Álvaro Obregón au sud et Cuajimalpa de Morelos au sud-ouest, ainsi que des municipalités d'Huixquilucan de Degollado et de Naucalpan de Juárez, situées dans l'État de Mexico.